# Glyptolithodes cristatipes
Glyptolithodes cristatipes — вид неполнохвостых раков из семейства крабоиды. Относится к крабоидам: представители обладают внешним сходством с крабами (Brachyura), но легко отличимы по редуцированной пятой паре ходильных ног и асимметричному брюшку у самок. Единственный вид монотипического рода Glyptolithodes. Этот вид был на короткое время помещён в род Rhinolithodes после первоначального описания, но вскоре был выделен в отдельный род.

## Распространение
Glyptolithodes cristatipes распространён вдоль тихоокеанского побережья Южной Америки, особенно в Чили и Перу, а также его ареал простирается далеко на север, до Южной Калифорнии, и на юг до 33°. Ближайшие родственники Glyptolithodes cristatipes обитают в северном полушарии, поэтому предполагается, что данный вид зародился именно там.

## Половой диморфизм
Этот вид показывает заметный половой диморфизм — правая клешня самцов крупнее левой.